# Крыжинское сельское поселение
Кры́жинское сельское поселение — муниципальное образование в южной части Жуковского района Брянской области.
Административный центр — село Крыжино.
С 7 августа 2020 года упразднено в результате преобразования Жуковского района в муниципальный округ.

## История
Образовано в результате проведения муниципальной реформы в 2005 году, путём слияния дореформенных Быковичского и Крыжинского сельсоветов.
В годы Великой Отечественной войны на территории нынешнего Крыжинского сельского поселения велись значительные боевые действия, память о которых увековечена в многочисленных обелисках и мемориалах.

## Население
| 2010  | 2011  | 2012  | 2013  | 2014  | 2015  | 2016  |
| ----- | ----- | ----- | ----- | ----- | ----- | ----- |
| 1573  | ↘1571 | ↘1529 | ↘1495 | ↘1440 | ↘1412 | ↘1406 |
| 2017  | 2018  | 2019  | 2020  |       |       |       |
| ↘1379 | ↘1341 | ↘1327 | ↘1307 |       |       |       |

## Населённые пункты
| № | Населённый пункт | Тип     | Население |
| - | ---------------- | ------- | --------- |
| 1 | Белоголовль      | село    | ↘220      |
| 2 | Быковичи         | деревня | ↘283      |
| 3 | Крыжино          | село    | ↘339      |
| 4 | Леденёво         | деревня | ↘373      |
| 5 | Нешковичи        | деревня | ↗81       |
| 6 | Озерище          | посёлок | →5        |
| 7 | Стибково         | деревня | ↘45       |
| 8 | Упрусы           | деревня | ↘50       |
| 9 | Цветники         | посёлок | ↗99       |